# Malla antipájaros

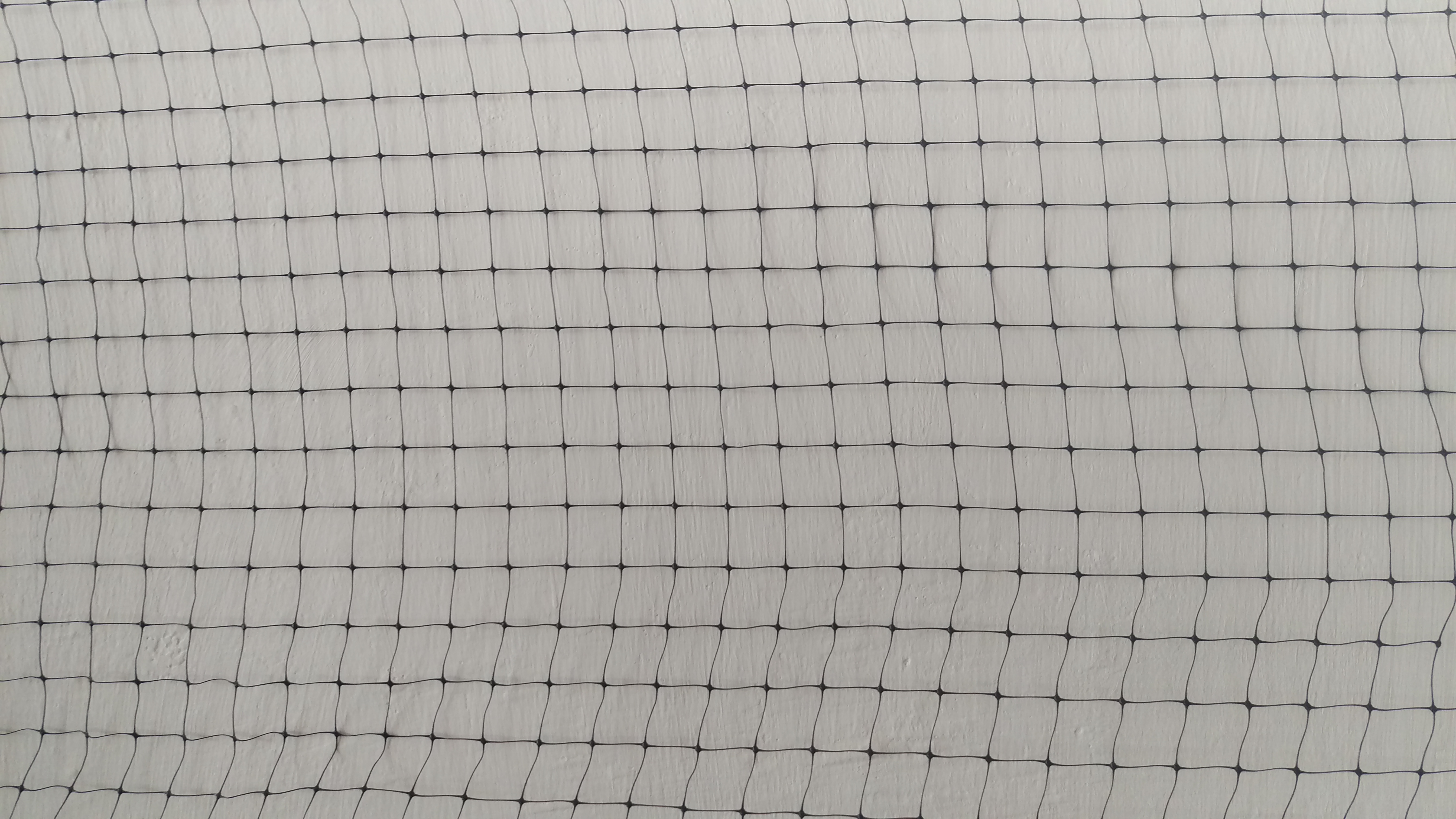
Malla antipájaros

Las mallas antipájaros son mallas que se usan para prevenir los daños causados por aves a hortalizas, frutos y semillas.
Las aves frugívoras y los murciélagos pueden provocar grandes estragos al agricultor ya que picotean un fruto y luego pasan a otro, así echando a perder grandes porcentajes de producción que de otra forma tendría un buen valor comercial. Una vez que una pequeña porción del fruto es comida, este fruto ya no puede ser vendido o cosechado (aunque no haya habido contaminación de una bacteria o virus por parte del pájaro o murciélago), este fruto empezaría o podrirse o fermentar causando un daño aún mayor entre los otros frutos en la misma caja. La malla antipájaros se instala directamente sobre los árboles individuales o a lo largo de una espaldera  o para tapar los accesos a invernaderos y túneles en el caso de frutillas.

## Características

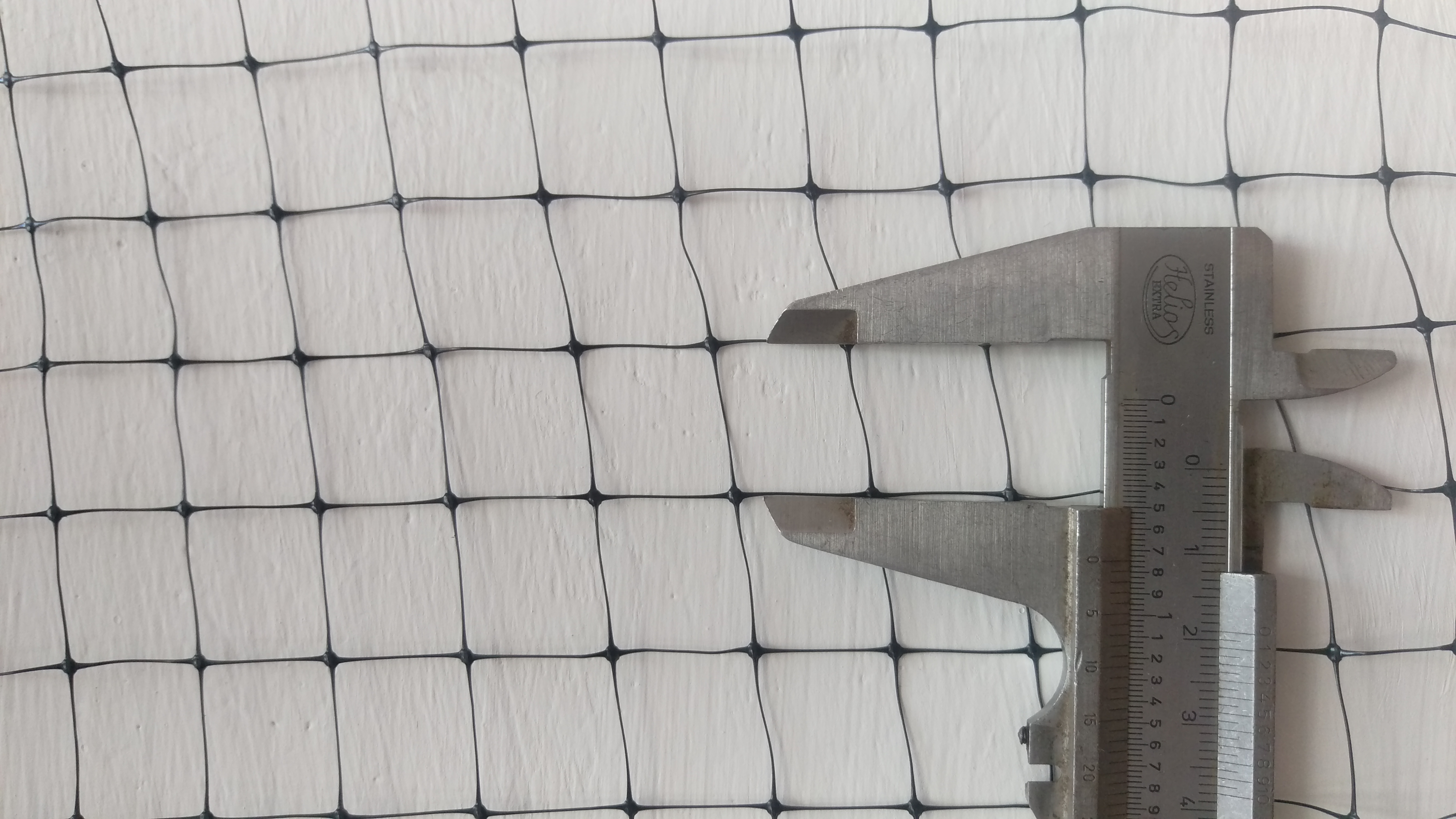
Malla antipájaros

La malla antipájaros viene en una gran variedad de tamaños y formas. La más común es un cuadro chico (de 1 a 2 cm) sea de polipropileno extruido y biorientado o tejida anudada.
El color más utilizado es el negro (ya que el elemento negro de humo es el mejor estabilizador contra los rayos UV solares), pero la malla para el control de aves, puede ser de otros colores como el blanco, (en lo general la malla blanca se usa también como malla antigranizo para la protección de frutos y flores de frutales) o verde (este color es más común en la venta al menudeo para pequeñas huertas familiares y jardines).
La malla anti-pájaros para profesionales viene en rollos jumbo y ofrece considerables ahorros al agricultor o acuicultor. Las cadenas y tiendas para la venta al menudeo ofrecen paquete con tamaños chicos útiles en el patio trasero.

## Protección de peces

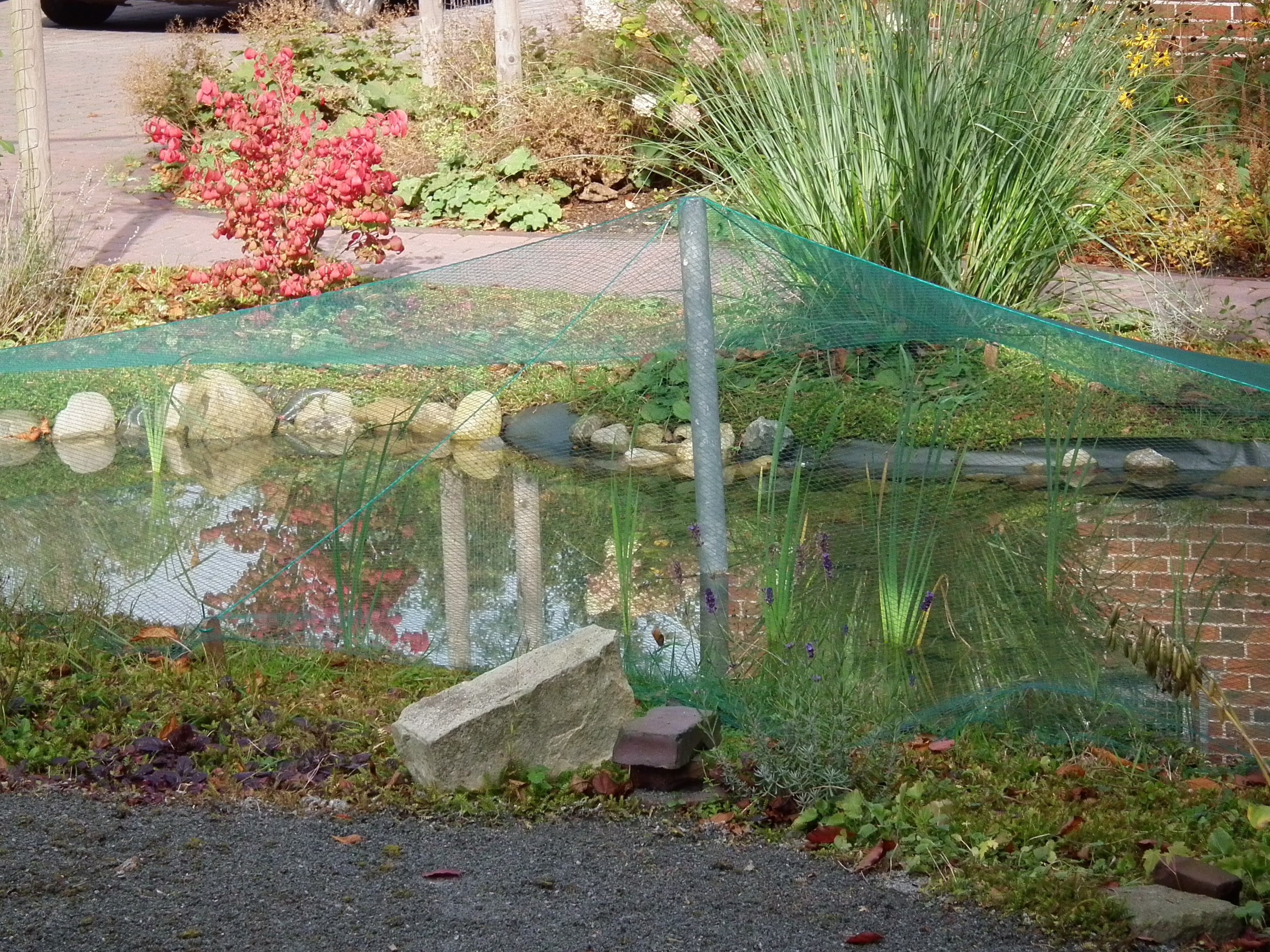
Malla para protección de peces

La malla antiaves se usa en acuicultura, programas de repoblación acuícola contra las aves de presa. También en acuicultura (como granjas de camarones o tilapia) el productor debe de proteger su trabajo y peces de pájaros cazadores. Este tipo de aves, generalmente de abertura alar más grande (gaviotas, pelícanos, cormoranes etc) se mantienen alejados usando una malla de cuadros más grandes y visible (blanca) y los hilos de este tipo de malla para protección son más gruesos ya que tendrán que resistir más tiempo al sol y a los elementos además que recargarán simplemente a un sistema de cables aéreos tendidos sobre los estanques.

## Protección de edificios y monumentos históricos

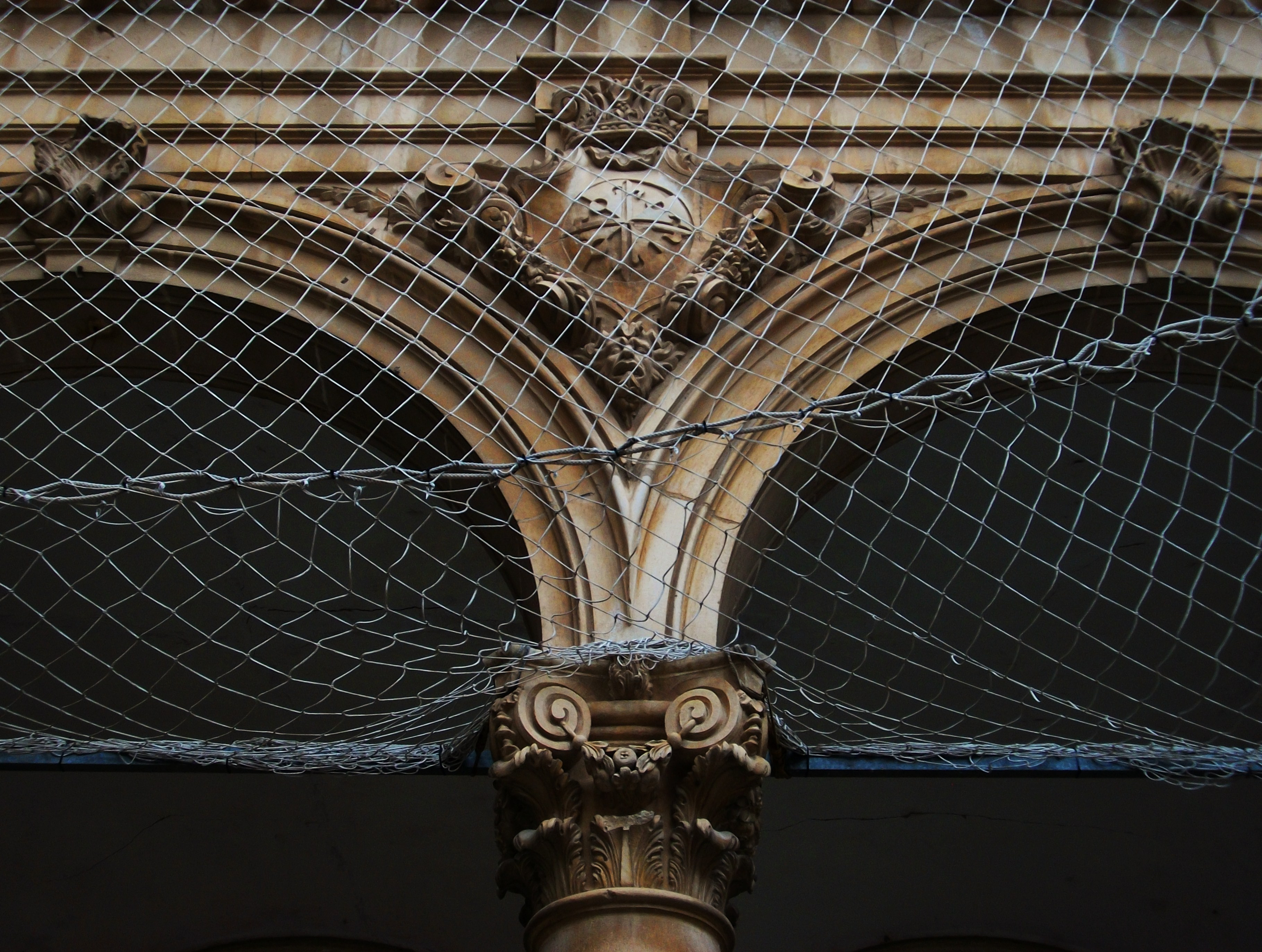
Malla para protección de edificios

La malla antipájaros se usa mucho en ciudades donde haya problema de palomos y otros pájaros anidando entre edificios de importancia arquitectónica o histórica, o simplemente por razones de salud.

## Espanques de minas y lixiviados
La malla antipájaros se usa para proteger la vida silvestre volátil, migratoria o no, contra envenenamientos debidos al contacto con aguas o líquidos tóxicos, resultado de minería o rellenos sanitarios urbanos. 